# Nella stanza 26
A Nella stanza 26 („A 26-os szobában”) Nek kilencedik albuma, ami 2006. november 17-én jelent meg.Az albumról kimásolt első kislemez az Instabile című dal, amit 2007-ben a Notte di febbraio és a címadó dal a Nella stanza 26 követett.
Az első videóklip az Instabile dalból készült, aminek Milánó egyik elhagyatott raktárépületében készült a felvétele, a Nella stanza 26 című dal egy prostituáltról szól, aki egy motel 26-os szobájában „fogadja” a kuncsaftjait.

## Dalok
1. Notte di febbraio
2. Cri
3. Instabile (Labilis)
4. Fumo (Gőz)
5. Attimi
6. Nella stanza 26 (26-os szobában)
7. Sei
8. Ancora un giorno di te
9. Serenitá
10. Contro le mie ombre (Az árnyékaimmal szemben)